# Diarchie
Een diarchie (Grieks: δι-, twee keer en αρχια, heerschappij) is een bestuursvorm waarin twee individuen, de diarchen, de staatshoofden zijn. In de meeste diarchieën hielden de diarchen hun positie voor het leven en gaven bij overlijden de verantwoordelijkheden en machtspositie door aan hun familie.
De diarchie is een van de oudste bestuursvormen. Diarchieën zijn bekend van het oude Sparta, Rome en Carthago, maar ook van Germaanse en Dacische stammen. Verschillende oude Polynesische samenlevingen vertoonden ook een diarchische politieke structuur. Rangen in het Incarijk waren gestructureerd in groepen, met twee personen per rang, maar met verschillend aanzien, een hanan (hoger) en een hurin (lager).
In hedendaags gebruik betekent diarchie een systeem van dubbele heerschappij, of dit nu een regering of een organisatie is. Zulke diarchieën zijn niet erfelijk.
De Montagu-Chelmsford-hervormingen van Brits-Indië in 1919 schreven een diarchie voor van ministers die individueel verantwoordelijk waren voor de wetgevende macht. Hier was de diarchie een eerste stap naar de uiteindelijke onafhankelijkheid in 1947.
Voorbeelden van moderne diarchieën zijn de regeringen van San Marino, Andorra en Noord-Ierland. San Marino is het oudste van de twee huidige diarchische landen, met de kapiteinen-regent als staatshoofden. De diarchen van Andorra staan bekend als de covorsten. In Noord-Ierland geldt sinds 1998 een vorm van diarchie doordat de premier en de vicepremier ieder regeringsleider zijn en gelijke macht hebben.